# Ксидиас, Николаос
Николаос Ксидиас Типалдос (греч. Νικόλαος Ξυδιάς Τυπάλδος, 1826, Ликсури, Кефалиния — 1909, Афины) — греческий художник конца XIX века, один из самых значительных представителей академического реализма в греческой живописи.

## Биография
Николаос Ксидиас родился в 1826 году в городе Ликсури острова Кефалиния. Образование получил в Риме и Париже. Ксидиас долгие годы прожил в Париже, где принимал участие в выставках, получая высокие отзывы критики. В начале своей карьеры его работы, такие как портреты госпожи Н. Д., подвержены влиянию прогрессивных художественных течений Парижа и это влияние сохраняется и в дальнейшем в его портретах. Наибольший интерес он проявил к портрету и к натюрморту. Считается основным представителем греческого психологического портрета XIX века.
К концу своей жизни Ксидиас вернулся в Афины. Ксидиас умер в Афинах в феврале 1909 года.

## галерея
- Портрет дирижёра Никиш, Артура.
- Портрет Василиса Вудуриса.
- Портрет Димитриса Викеласа (Викелас, Деметриус).
- Портрет Тимолеона Филимона.
- Нимфы леса, коллекция Парламента эллинов.